# Терми

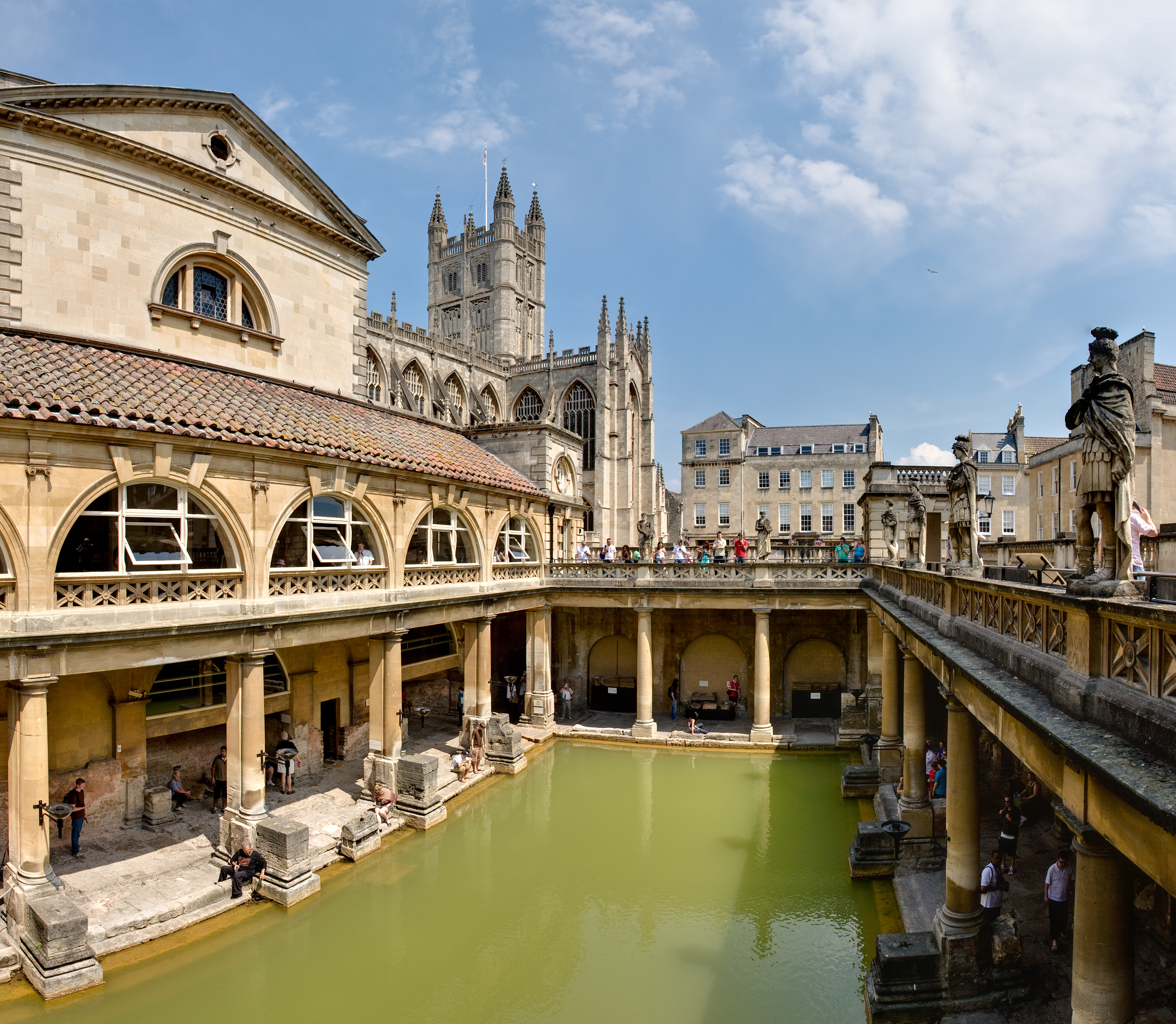
Давньоримські лазні в м. Бат (Англія). Частина будівлі над опорами збудована пізніше під час реконструкції

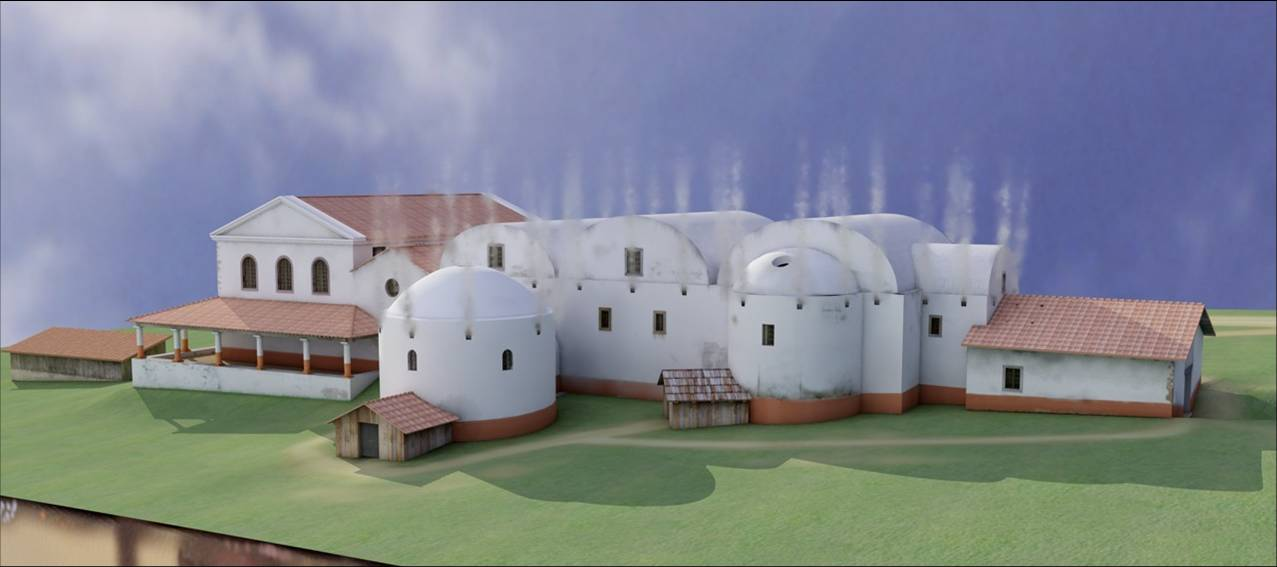
Віртуальна реконструкція давньоримських терм у Вайсенбурзі (Німеччина). Створена за допомогою технології лазерного сканування

Терми (лат. thermae, від грец. θερμός — «гарячий»), також бальні (balneae, від грец. βαλανείον — «ванна кімната») — громадські заклади для миття та водних процедур у Стародавньому Римі (аналог лазні в наш час). Термін терми зазвичай використовується для великих ла́зневих комплексів у той час, як бальні являли собою заклади меншого розміру, публічні або приватні, що існували у великій кількості повсюди в Римській імперії.
У більшості давньоримських міст існувала принаймні одна, а в загальному випадку — більше, ніж одна, подібна споруда, яка використовувалася не лише для миття як процесу, але і як центр соціалізації та спілкування. Давньоримські лазні також будувалися в приватних віллах, таун-гаусах і фортах. Вода в них постачалася зазвичай із найближчого природного джерела (річка, струмок) або за допомогою акведука. Дизайн лазень описується у Вітрувія в роботі De Architectura.

## Термінологія
Всі терміни thermae, balneae, balineae, balneum та balineum зазвичай перекладаються як «ванна» або «ванни» — різниці в нюансах у наш час не надається значення.
Бальнеум або балінеум (походить з грец. βαλανείον) — означає в первісному сенсі ванну або резервуар для прийняття ванн, який використовувався більшістю давніх римлян у їхніх власних будинках, та саме приміщення, в якому знаходилася ванна, для опису якого також використовувався термін бальнеаріум.
Слово thermae (що має грецьке походження) буквально означало гарячі джерела чи ванни з теплою водою. Потім його стали вживати щодо величних будівель, які виникли за часів Імперії, змінивши прості «бальні» періоду Республіки. Терми містили в собі весь комплекс грецького гімнасію, а також приміщення для всіх видів водних процедур.

## План приміщення

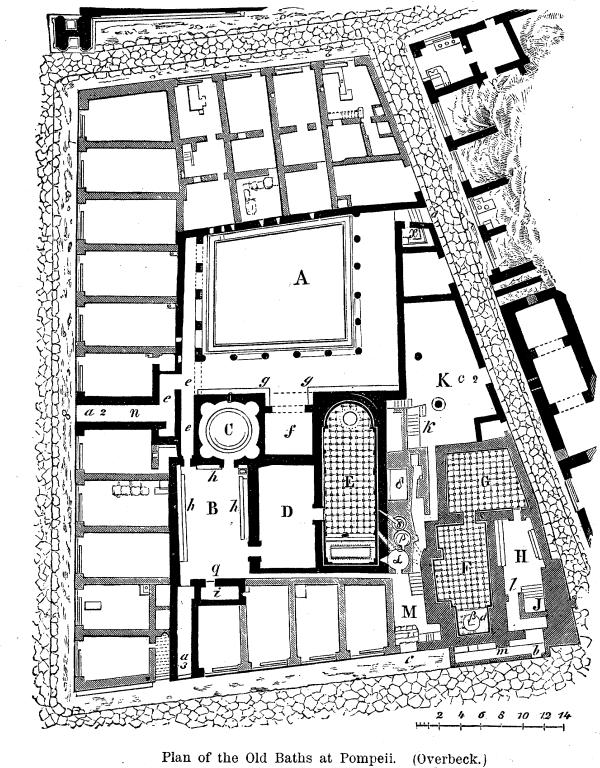
План Старих Лазень у Помпеї

Зазвичай публічна лазня складалася з трьох основних приміщень: кальдаріума (гарячої лазні), тепідаріума (теплої лазні) та фригідаріума (холодної лазні). Деякі терми також містили в собі парні лазні: судаторіум, лазню з вологою парою, та лаконікум — лазню з сухою парою, аналог сучасної сауни.
У цій статті використовується як приклад будова Старих Лазень у Помпеї, розташованих поруч із Форумом, які збереглися найкраще з-поміж тих, що дійшли до наших часів. Всі посилання стосуються загального плану, зображеного праворуч
Будівля складається з двох лазневих комплексів, чоловічого та жіночого. Існує шість входів до лазні з вулиці, один із яких (b) використовується виключно для входу в меншу — жіночу частину лазні. Решта п'ять входів ведуть до чоловічого відділення, два з них (c та c2), сполучаються безпосередньо з піччю і решта три (a3, a2, a) — з лазневими приміщеннями.

### Атріум
Проминаючи головний вхід a, відділений від дороги вузенькою пішоходною доріжкою навколо будівлі та спускаючись на три сходинки, купальник проминає маленьку кімнату ліворуч від нього (x) з туалетом (латрина) і проходить у накритий портик (g, g), розташований уздовж трьох сторін відкритого внутрішнього дворика (атріум, A). Разом ці приміщення формують вестибюль лазні (vestibulum balnearum), в якому очікують служники.

#### Використання атріума
Атріум використовувала молодь для спортивних занять, а також як місце прогулянок відвідувачів лазні. В атріумі також знаходився доглядач лазень (balneator), який збирав платню у вигляді квадрансів із кожного відвідувача. Приміщення f, яке йде з портика вглиб споруди, ймовірно, призначалося якраз для доглядача, але, найвірогідніше, являло собою окус (oecus) або екседру та використовувалося для очікування привілейованими відвідувачами своїх супутників. В атріумі розвішувалися оголошення про вистави в театрі, а також інші оголошення, наприклад, про бої гладіаторів. Обабіч входу розташовувалися сидіння з каменю (scholae).

### Аподитеріум та фригідаріум

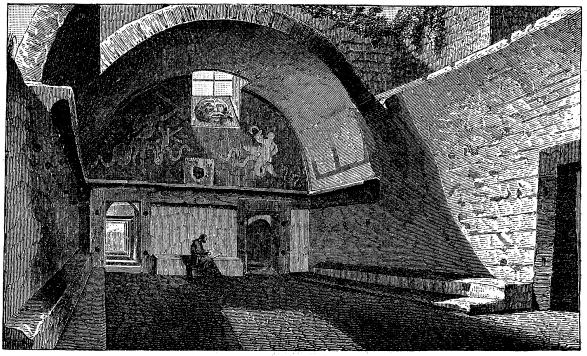
Аподитеріум

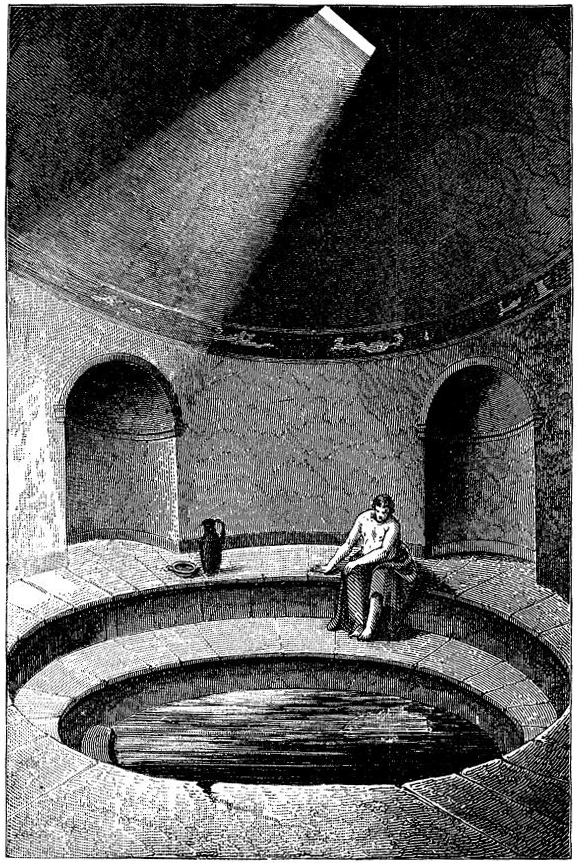
Фригідаріум

Передпокій (e) веде до аподитеріума (B, від гр. apodyterion, apo + duo «знімати (одяг)») — кімнати для роздягання, в яку кожний відвідувач мав потрапити перед самою лазнею. У цій кімнаті відвідувачі роздягалися та залишали свій одяг рабам, що називалися «капсарії» (capsarii): вони були сумно відомі своєю непорядністю. Аподітеріум являє собою просторе приміщення з кам'яними сидіннями вздовж двох стін (h, h). Освітлення здійснювалося через скляне вікно. В приміщенні було шість дверей, одні з яких вели до тепідаріума (D), а інші — до фригідаріума (C), в якому знаходилася холодна ванна для пірнання (відома, як loutron, natatio, natatorium, piscina, baptisterium або puteus; терміни natatio та natatorium (від лат. natare — «плавати») указують на те, що деякі з цих ванн були, власне кажучи, басейнами. Ванна в цьому приміщенні робилася з білого мармуру і мала перед собою дві мармурові сходинки.

### Тепідаріум

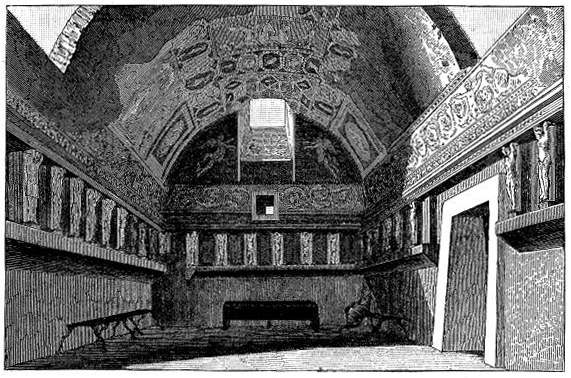
Тепідаріум

З фригідаріума купальник, який бажав відвідати теплі ванни та «попаритися», входив до тепідауріма (D). Зазвичай в тепідаріумі не було води — приміщення просто підігрівалося за допомогою теплого повітря до комфортної температури, для того, щоби призвичаїти тіло до високих температур перед відвідуванням парної та гарячих ванн, а також при виході з них — для запобігання занадто різкому зниженню температури. В Помпеї це приміщення використовувалося також як аподитеріум для тих, хто прийняв гарячу ванну. На стінах кімнати були розташовані спеціальні відділення для одягу, розділені фігурами атлантів або теламонів, що виступають зі стіни, підтримуючи оздоблений карниз.
У приміщенні також знаходилися три бронзові лави, що нагрівалися за допомогою внутрішньої системи опалення гіпокауст або бронзової жаровні (foculus). Процес сидіння та «пітніння» поблизу такої жаровні називався «потіти над полум'ям» (лат. ad flammam sudare).

#### Використання тепідаріума
Тепідаріум зазвичай був найбільш оздобленим приміщенням у лазнях. В основному він використовувався просто для відпочинку або змащування відвідувачів. У Старих Лазнях у Помпеї підлога тепідаріума оздоблена мозаїкою, арочна стеля оздоблена ліпниною та живописом, стіни червоного кольору.
Змащування відвідувачів виконувалося рабами, відомими як унктори (unctores) або аліпти (aliptae). Ця процедура робилася перед гарячими ваннами, або після холодної ванни перед одяганням, для перевірки шкірного дихання. У деяких лазнях для цього існувала спеціальна кімната (дестриктаріум або ункторіум).

### Кальдаріум

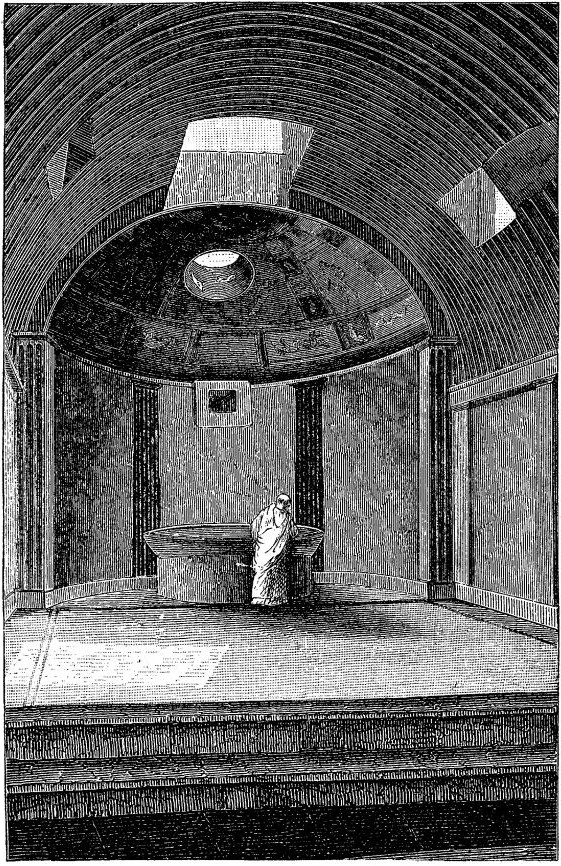
Кальдаріум в Старих Лазнях

З тепідаріума відчинялися двері в кальдаріум (E), мозаїчна підлога якого знаходилася просто над піччю або гіпокаустом. Стіни тепідаріума так само були пустотілими, формуючи великий повітропровід, заповнений нагрітим повітрям. В одному кінці приміщення знаходився круглий басейн (лабрум), в іншому — прямокутна ванна (пуелос, альвеус, соліум). Лабрум заповнювався холодною водою, яка виливалася на голову відвідувачу перед виходом із кімнати. У зв'язку з високою температурою в приміщенні кальдаріум майже не оздоблювався.

### Лаконікум
У Старих Лазнях не було лаконікума, який являв собою кімнату з повітрям гарячішим, ніж у кальдаріумі та використовувався лише для потіння, не маючи ванни. Деякі джерела вказують на те, що його використання було запроваджено в Римі за Агріппи. Інші назви лаконікума — судаторіум та асса.

### Службові приміщення

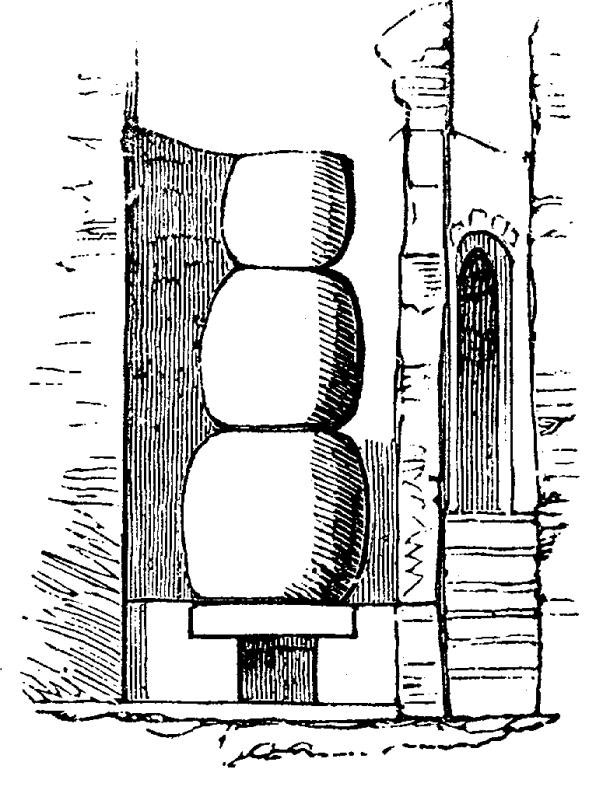
Трьохрівневий водяний бойлер (міларіум)

Аподітеріум з'єднувався проходом (q), який називався префурніум (praefurnium) або пропінеум, з челюстями печі (r), проминаючи цей прохід, ми виходимо в кімнату M, куди також можна потрапити з вулиці через вхід (c). Вона призначалася для грубників (fornacatores), які підтримували горіння в печах. Одні з двох сходів, наявні в приміщенні, ведуть на дах лазень, інші — до бойлерів з водою.
У лазні використовувалося три бойлери: кальдаріум вас — для гарячої води; тепідаріум — для теплої води та фригідаріум — холодний бойлер. Тепла вода подавалася в ванни за допомогою труби, зображеної на плані.
Під парилкою була встановлена циркуляційна піч (d), більш ніж 2 м у діаметрі, що нагрівала воду, а також повітря в повітряних камерах гіпокауста. Повітря йшло з печі під першим й останнім котлами по двох газоходах, які позначені на плані. Бойлер для гарячої води розташовувався безпосередньо над піччю, і в міру забирання води, поповнювався з тепідаріума, який розташовувався трішки вище і далі від печі. Вода в тепідаріумі була вже істотно підігрітою за рахунок розташованої поруч печі та гіпокауста під бойлером, таким чином, поповнення бойлера для гарячої води майже не впливало на температуру води. Тепідаріум же поповнювався з третього — найдальшого бойлера, холодна вода в який подавалася безпосередньо з резервуару за ним. Бойлери не збереглися до нашого часу, проте їх відбитки чітко проглядаються, що дозволяє зробити висновки про їх розміри та розташування. Існує припущення, що ці бойлери називалися «міліаріями» (miliaria) — у зв'язку з їх подібністю до дорожнього стовпа-міліарія (miliarium).

### Жіночі лазні

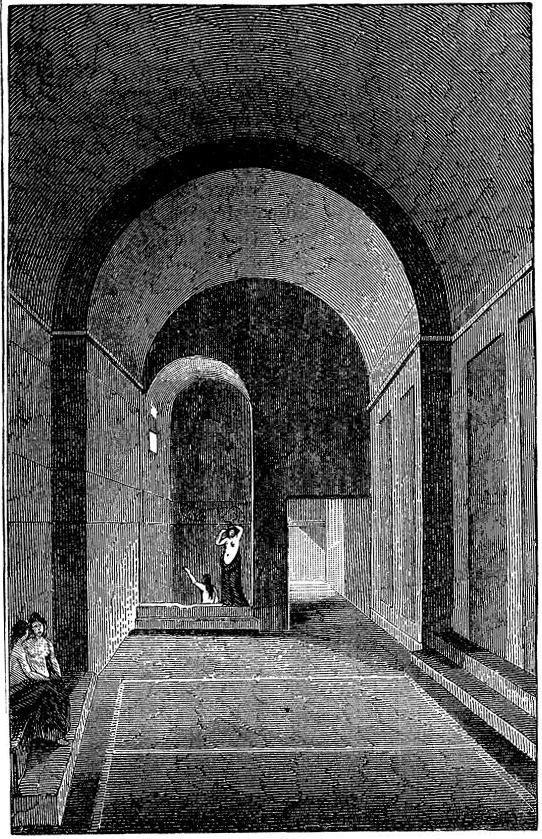
Жіноча лазня

Суміжні, менші за розміром приміщення, призначалися для жінок. Через вхід b, який вів до невеличкого вестибюля (m), відвідувачка потрапляла в аподитеріум (H), в якому, так само, як і в чоловічій лазні, було влаштовано лавки (pulvinus, gradus) по всіх стінах приміщення
Навпроти входу до аподітеріума розташований вхід у тепідаріум (G). Останній також сполучається з парилкою (F), на одній стороні якої була тепла ванна в алькові, на протилежній стороні — лабрум. Під підлогою приміщення була порожнина, а в стінах були зроблені вентиляційні отвори так само, як у чоловічій частині.

## Призначення
Окрім трьох згаданих основних приміщень, лазні часто включали палестру або відкритий спортивний майданчик, де чоловіки грали в ігри з м'ячем або займалися спортом, зокрема важкою атлетикою та метанням диска. Чоловіки мастилися олією (оскільки мило все ще було предметом розкоші і не набуло широкого вжитку) та приймали душ. Залишки олії видалялися за допомогою стригіля. Часто заможні відвідувачі приходили у супроводі капсарія (capsarius) — раба, який ніс рушники, олію та стригілі, а також пильнував їх, бо в лазнях промишляли кишенькові злодії.

## Культурна значимість
Лазні посідали значне місце в побуті стародавніх римлян. Збудовані як публічні заклади, вони були доступні та використовувалися всіма прошарками населення, як бідними, так і багатими, окрім рабів, які туди не допускалися. Відвідувач лазні міг їсти, займатися спортом, читати, вживати алкоголь, спілкуватися, лаяти політиків. Сучасним еквівалентом лазні в західній культурі може служити поєднання бібліотеки, галереї мистецтв, магазину, бару, спортзалу та спа-салону.. У слов'янському світі сучасні лазні, особливо високого рівня, як публічні, так і приватні, зберегли майже все від давньоримських, окрім архітектури та, можливо, мистецьких закладів.
Існує повір'я, що одного разу іноземець запитав римського імператора, чому той приймає ванну один раз на день. Імператор відповів: «У мене немає часу приймати ванну двічі на день».
Лазні часто зводилися імператорами для того, щоби заробити прихильність населення або створити пам'ятку їхньої щедрості та шляхетності. Багаті римляни влаштовували «дні відкритих дверей» — безкоштовний вхід до лазень за свій кошт для набуття прихильності громадян. Наприклад, сенатор, який сподівався стати трибуном, міг оплатити вхід в одну з лазень у свій день народження, щоби стати відомим населенню округи.

## Розташування
Лазні будувалися повсюди в Імперії. У разі наявності гарячих джерел терми розбудовувалися навколо них. В іншому разі для нагрівання води за допомогою печі (praefurnium) використовувалася система гіпокаустa.

## Руїни давньоримських лазень
Велика кількість давньоримських лазень дійшла до нашого часу в різному ступені збереження. Найвідоміші: давньоримські лазні в м. Бат (Англія), а також терми Каракалли, терми Діоклетіана, терми Тита, терми Траяна в Римі та терми у Варні.

## Додатково
- Акведук
- Давньоримська культура
- Гігієна
- Thermae Romae (Манґа)